# Medalhistas olímpicos do polo aquático

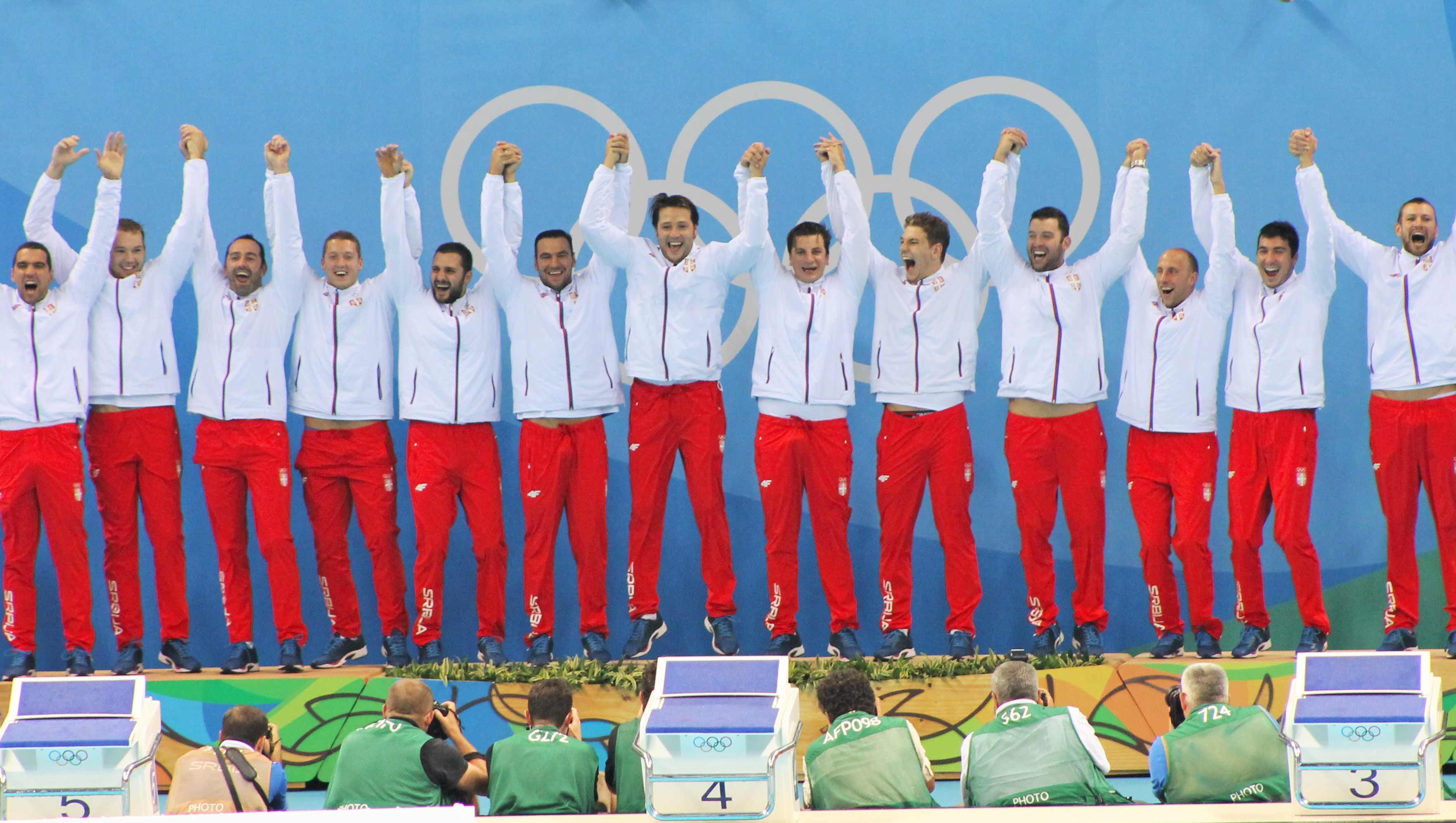
Equipe sérvia campeã nos Jogos Olímpicos de 2016.

O polo aquático é um esporte coletivo disputado em Jogos Olímpicos desde 1900, com o torneio masculino. O feminino foi introduzido cem anos mais tarde. Estes são os medalhistas olímpicos do esporte:

## Masculino

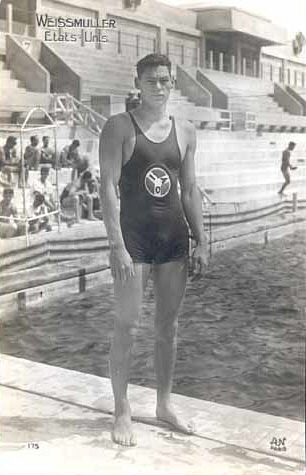
Johnny Weissmuller, campeão olímpico na natação e medalhista de bronze no polo aquático.

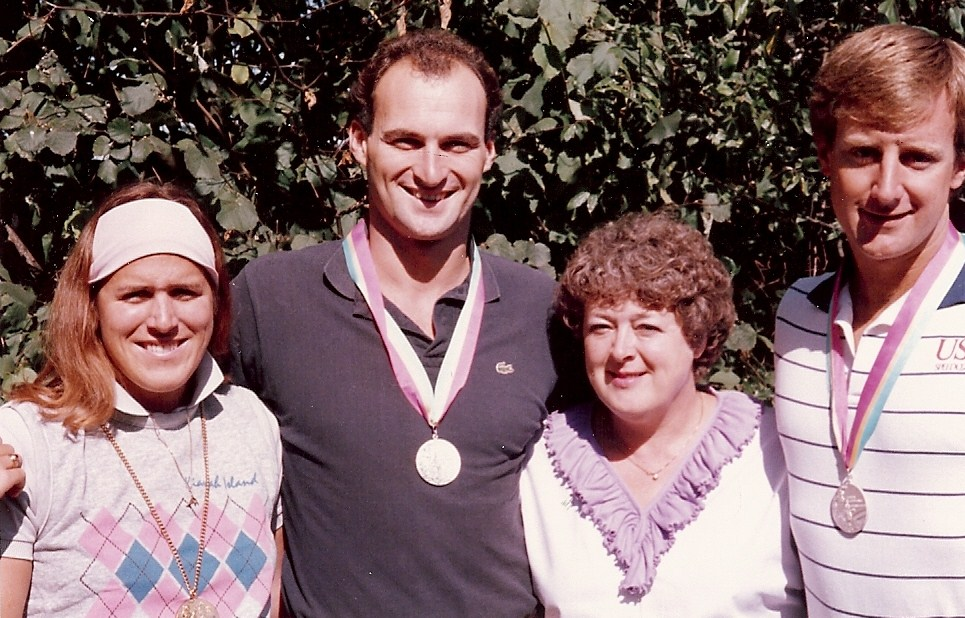
Andrew McDonald (de camisa preta) posa com sua medalha de prata conquistada em 1984.

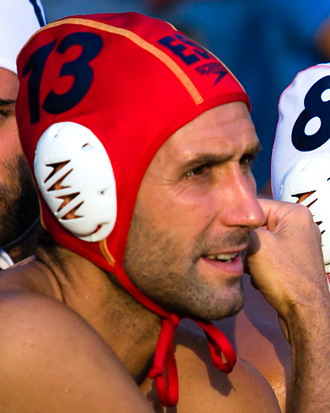
Angel Luis Andreo, campeão olímpico em 1996.

| Evento                           | Ouro | Prata | Bronze |
| -------------------------------- | --- | --- | --- |
| Paris 1900 (detalhes)            | ZZX Equipa mista Thomas Coe John Derbyshire Peter Kemp William Lister Arthur Robertson Eric Robinson George Wilkinson | BEL Bélgica Henri Cohen Jean De Backer Victor De Behr Fernand Feyaerts Oscar Gregoire Albert Michant Victor Sonnemans | ZZX Equipa mista Thomas Burgess Jules Clévenot Alphonse Decuyper Louis Laufray Henri Peslier Auguste Pesloy Paul Vasseur FRA França Auguste Camelin Eugène Coulon Jean Fardelle Antoine Fiolet Pierre Gellé Louis Marc Louis Martin Désiré Mérchez |
| St. Louis 1904 (detalhes)        | USA Estados Unidos David Bratton George Van Cleaf Leo Goodwin Louis Handley David Hesser Joseph Ruddy James Steen | USA Estados Unidos Rex Beach Jerome Steever Edwin Swatek Charles Healy Frank Kehoe David Hammond William Tuttle | USA Estados Unidos John Meyers Manfred Toeppen Gwynne Evans Amedee Reyburn Fred Schreiner Augustus Goessling William Orthwein |
| Londres 1908 (detalhes)          | GBR Grã-Bretanha George Cornet Charles Forsyth George Nevinson Paul Radmilovic Charles Smith Thomas Thould George Wilkinson | BEL Bélgica Victor Boin Herman Donners Fernand Feyaerts Oscar Grégoire Herman Meyboom Albert Michant Joseph Pletinckx | SWE Suécia Robert Andersson Erik Bergvall Pontus Hanson Harald Julin Torsten Kumfeldt Axel Runström Gunnar Wennerström |
| Estocolmo 1912 (detalhes)        | GBR Grã-Bretanha Isaac Bentham Charles Bugbee George Cornet Arthur Edwin Hill Paul Radmilovic Charles Smith George Wilkinson | SWE Suécia Robert Andersson Vilhelm Andersson Erik Bergqvist Max Gumpel Pontus Hanson Harald Julin Torsten Kumfeldt | BEL Bélgica Victor Boin Félicien Courbet Herman Donners Albert Durant Oscar Grégoire Herman Meyboom Joseph Pletinckx |
| Antuérpia 1920 (detalhes)        | GBR Grã-Bretanha Charles Bugbee William Henry Dean Christopher Jones William Peacock Noel Purcell Paul Radmilovic Charles Smith | BEL Bélgica René Bauwens Gérard Blitz Maurice Blitz Pierre Dewin Albert Durant Paul Gailly Pierre Nijs Joseph Pletinckx | SWE Suécia Erik Andersson Robert Andersson Vilhelm Andersson Nils Backlund Erik Bergqvist Max Gumpel Pontus Hanson Harald Julin Theodor Nauman Torsten Kumfeldt                                                                                    |
| Paris 1924 (detalhes)            | FRA França R. Bertrand A. Fasani Albert Delborgies Albert Mayaud Georges Rigal Henri Padou J. Perol Jean Lasquin Noël Delberghe Paul Dujardin Robert Desmettre                                                                          | BEL Bélgica Gérard Blitz Maurice Blitz Joseph Cludts Joseph De Combe Pierre Dewin Albert Durant Georges Fleurix Paul Gailly Joseph Pletinckx Jules Thiry Jean-Pierre Vermetten | USA Estados Unidos Arthur Austin Elmer Collett Henry Jamison Handy Oliver Horn Frederick Lauer George Mitchell John Norton Wallace O'Connor George Schroth Herbert Vollmer Johnny Weissmuller                                                      |
| Amsterdã 1928 (detalhes)         | GER Alemanha Max Amann Karl Bähre Emil Benecke Johann Blank Otto Cordes Fritz Gunst Erich Rademacher Joachim Rademacher | HUN Hungria István Barta Olivér Halassy Márton Homonnai Sándor Ivády Alajos Keserű Ferenc Keserű József Vértesy | FRA França Emile Bulteel Henri Cuvelier Paul Dujardin Jules Keignaert Henri Padou Ernest Roger Albert Thévenon Achille Tribouillet Albert Vandeplancke                                                                                             |
| Los Angeles 1932 (detalhes)      | HUN Hungria István Barta György Bródy Olivér Halassy Márton Homonnai Sándor Ivády Alajos Keserű Ferenc Keserű János Németh Miklós Sárkány József Vértesy                                                                                | GER Alemanha Emil Benecke Otto Cordes Hans Eckstein Fritz Gunst Erich Rademacher Joachim Rademacher Hans Schulze Heiko Schwartz | USA Estados Unidos Austin Clapp Philip Daubenspeck Charles Finn Charles McCallister Wallace O'Connor Cal Strong Herbert Wildman |
| Berlim 1936 (detalhes)           | HUN Hungria Mihály Bozsi Jenő Brandi György Bródy Olivér Halassy Kálmán Hazai Márton Homonnai György Kutasi István Molnár János Németh Miklós Sárkány Sándor Tarics                                                                     | GER Alemanha Bernhard Baier Fritz Gunst Josef Hauser Alfred Kienzle Paul Klingenburg Heinrich Krug Hans Schneider Hans Schulze Gustav Schürger Helmuth Schwenn Fritz Stolze | BEL Bélgica Gérard Blitz Albert Castelyns Pierre Coppieters Joseph De Combe Henri De Pauw Henri Disy Fernand Isselé Edmond Michiels Henri Stoelen                                                                                                  |
| Londres 1948 (detalhes)          | ITA Itália Ermenegildo Arena Emilio Bulgarelli Pasquale Buonocore Aldo Ghira Mario Majoni Geminio Ognio Gianfranco Pandolfini Tullo Pandolfini Cesare Rubini                                                                            | HUN Hungria Jenő Brandi Oszkár Csuvik Dezső Fábián Dezső Gyarmati Endre Győrfi Miklós Holop László Jeney Dezső Lemhényi Károly Szittya István Szivós | NED Países Baixos Cor Braasem Hennie Keetelaar Nijs Korevaar Joop Rohner Frits Ruimschotel Piet Salomons Frits Smol Hans Stam Ruud van Feggelen |
| Helsinque 1952 (detalhes)        | HUN Hungria Róbert Antal Antal Bolvári Dezső Fábián Dezső Gyarmati István Hasznos László Jeney György Kárpáti Dezső Lemhényi Kálmán Markovits Miklós Martin Károly Szittya István Szivós György Vizvári                                 | YUG Iugoslávia Veljko Bakašun Marko Brainović Vladimir Ivković Zdravko Ježić Zdravko-Ćiro Kovačić Ivo Kurtini Lovro Radonjić Ivo Štakula Boško Vuksanović | ITA Itália Gildo Arena Lucio Ceccarini Renato De Sanzuane Raffaello Gambino Salvatore Gionta Maurizio Mannelli Geminio Ognio Carlo Peretti Enzo Polito Cesare Rubini Renato Traiola                                                                |
| Melbourne 1956 (detalhes)        | HUN Hungria Antal Bolvári Ottó Boros Dezső Gyarmati István Hevesi László Jeney Tivadar Kanizsa György Kárpáti Kálmán Markovits Mihály Mayer István Szivós Ervin Zádor                                                                   | YUG Iugoslávia Ivo Cipci Tomislav Franjković Vladimir Ivković Zdravko Ježić Hrvoje Kačić Zdravko-Ćiro Kovačić Lovro Radonjić Marijan Žužej | URS União Soviética Viktor Ageev Pyotr Breus Boris Goykhman Nodar Gvakhariya Vyacheslav Kurennoy Boris Markarov P'et're Mshveniyeradze Valentin Prokopov Mikhail Ryzhak Yury Shlyapin                                                              |
| Roma 1960 (detalhes)             | ITA Itália Amedeo Ambron Danio Bardi Giuseppe D'Altrui Salvatore Gionta Giancarlo Guerrini Franco Lavoratori Gianni Lonzi Luigi Mannelli Rosario Parmegiani Eraldo Pizzo Dante Rossi Brunello Spinelli                                  | URS União Soviética Viktor Ageev Givi Chikvanaia Leri Gogoladze Boris Goykhman Yury Grigorovsky Anatoly Kartashov Vyacheslav Kurennoy P'et're Mshveniyeradze Vladimir Novikov Yevgeny Saltsyn Vladimir Semyonov                                                                                    | HUN Hungria András Bodnár Ottó Boros Zoltán Dömötör László Felkai Dezső Gyarmati István Hevesi László Jeney Tivadar Kanizsa György Kárpáti András Katona János Konrád Kálmán Markovits Mihály Mayer Péter Rusorán                                  |
| Tóquio 1964 (detalhes)           | HUN Hungria Miklós Ambrus András Bodnár Ottó Boros Zoltán Dömötör László Felkai Dezső Gyarmati Tivadar Kanizsa György Kárpáti János Konrád Mihály Mayer Dénes Pócsik Péter Rusorán                                                      | YUG Iugoslávia Ozren Bonačić Zoran Janković Milan Muškatirović Antun Nardeli Franjo Nonković Vinko Rosić Mirko Sandić Zlatko Šimenc Božidar Stanišić Karlo Stipanić Ivo Trumbić | URS União Soviética Viktor Ageev Zenon Bortkevich Eduard Egorov Igor Grabovsky Boris Grishin Nikolai Kalashnikov Nikolay Kuznetsov Vladimir Kuznetsov Leonid Osipov Boris Popov Vladimir Semyonov                                                  |
| Cidade do México 1968 (detalhes) | YUG Iugoslávia Ozren Bonačić Dejan Dabović Zdravko Hebel Zoran Janković Ronald Lopatini Uroš Marović Đorđe Perišić Miroslav Poljak Mirko Sandić Karlo Stipanić Ivo Trumbić                                                              | URS União Soviética Aleksei Barkalov Oleg Bovin Givi Chikvanaya Aleksandr Dolgushin Yuri Grigorovsky Boris Grishin Vadim Gulyaev Leonid Osipov Vladimir Semyonov Aleksandr Shidlovsky Vyacheslav Skok                                                                                              | HUN Hungria András Bodnár Zoltán Dömötör László Felkai Ferenc Konrád János Konrád Mihály Mayer Endre Molnár Dénes Pócsik László Sárosi János Steinmetz István Szívós, Jr.                                                                          |
| Munique 1972 (detalhes)          | URS União Soviética Anatoli Akimov Aleksei Barkalov Aleksandr Dolgushin Aleksandr Dreval Vadim Gulyaev Aleksandr Kabanov Nikolai Melnikov Leonid Osipov Aleksandr Shidlovsky Vladimir Shmudsky Viacheslav Sobchenko                     | HUN Hungria András Bodnár Tibor Cservenyák Tamás Faragó István Görgényi Zoltán Kásás Ferenc Konrád István Magas Endre Molnár Dénes Pócsik László Sárosi István Szívós, Jr. | USA Estados Unidos Peter Asch Steven Barnett Bruce Bradley Stanley Cole James Ferguson Eric Lindroth John Parker Gary Sheerer James Slatton Russell Webb Barry Weitzenberg                                                                         |
| Montreal 1976 (detalhes)         | HUN Hungria Gábor Csapó Tibor Cservenyák Tamás Faragó György Gerendás György Horkai György Kenéz Ferenc Konrád Endre Molnár László Sárosi Attila Sudár István Szívós, Jr.                                                               | ITA Itália Alberto Alberani Silvio Baracchini Luigi Castagnola Vincenzo D'Angelo Gianni de Magistris Riccardo de Magistris Marcello del Duca Alessandro Ghibellini Sante Marsili Umberto Panerai Roldano Simeoni                                                                                   | NED Países Baixos Alex Boegschoten Ton Buunk Piet de Zwarte Andy Hoepelman Evert Kroon Nico Landeweerd Hans Smits Gijze Stroboer Rik Toonen Hans van Zeeland Jan Evert Veer                                                                        |
| Moscou 1980 (detalhes)           | URS União Soviética Vladimir Akimov Aleksei Barkalov Evgeni Grishin Mikhail Ivanov Aleksandr Kabanov Sergei Kotenko Georgi Mschvenieradze Mait Riisman Erkin Shagaev Evgeni Sharonov Viacheslav Sobchenko                               | YUG Iugoslávia Milivoj Bebić Zoran Gopčević Milorad Krivokapić Boško Lozica Predrag Manojlović Zoran Mustur Damir Polić Zoran Roje Ratko Rudić Slobodan Trifunović Luka Vezilić | HUN Hungria Gábor Csapó Tamás Faragó György Gerandás Károly Hauszler György Horkai István Kiss László Kuncz Endre Molnár Attila Sudár István Szívós, Jr. István Udvardi                                                                            |
| Los Angeles 1984 (detalhes)      | YUG Iugoslávia Dragan Andrić Milivoj Bebić Perica Bukić Veselin Đuho Milorad Krivokapić Deni Lušić Igor Milanović Tomislav Paškvalin Zoran Petrović Andrija Popović Zoran Roje Goran Sukno Božo Vuletić                                 | USA Estados Unidos Douglas Burke Peter Campbell Jody Campbell Christopher Dorst Gary Figueroa Andrew McDonald Kevin Robertson Terence Schroeder Timothy Shaw John Siman Jon Svendsen Joseph Vargas Craig Wilson                                                                                    | FRG Alemanha Ocidental Santiago Chalmowsky Armando Fernández Roland Freund Rainer Hoppe Thomas Huber Thomas Loebb Werner Obschernikat Rainer Osselmann Frank Otto Peter Röhle Jurgen Schroder Hagen Stamm Dirk Theismann                           |
| Seul 1988 (detalhes)             | YUG Iugoslávia Dragan Andrić Tomislav Bezmanilović Perica Bukić Veselin Đuho Igor Gočanin Deni Lusić Igor Milanović Tomislav Paškvalin Renko Posinković Goran Radenović Dubravko Šimenc Aleksandar Šoštar Mirko Vičević                 | USA Estados Unidos James Bergeson Gregory Boyer Peter Campbell Jeff Campbell Jody Campbell Christopher Duplanty Michael Evans Douglas Kimbell Edward Klass Alan Mouchawar Kevin Robertson Terence Schroeder Craig Wilson                                                                           | URS União Soviética Dmitri Apanassenko Viktor Berendyuga Mikhail Giorgadze Evgeni Grishin Mikhail Ivanov Aleksandr Kolotov Sergei Kotenko Sergei Markoch Nurlan Mendygaliev Georgi Mschvenieradze Sergey Naumov Evgeni Sharonov Nikolai Smirnov    |
| Barcelona 1992 (detalhes)        | ITA Itália Francesco Attolico Gianni Averaimo Alessandro Bovo Paolo Caldarella Alessandro Campagna Marco D'Altrui Massimiliano Ferretti Mario Fiorillo Ferdinando Gandolfi Amedeo Pomilio Francesco Porzio Giuseppe Porzio Carlo Silipo | ESP Espanha Daniel Ballart Manuel Estiarte Pedro García Aguado Salvador Gómez Marco Antonio González Rubén Michavila Miguel Ángel Oca Sergi Pedrerol Josep Picó Jesús Miguel Rollán Ricardo Sánchez Alarcón Jordi Sans Manuel Silvestre                                                            | EUN Equipa Unificada Dmitri Apanassenko Andrei Belofastov Evgueni Charonov Dmitry Gorshkov Vladimir Karaboutov Aleksandr Kolotov Andriy Kovalenko Nikolay Kozlov Serguei Markotch Sergey Naumov Alexandre Ogorodnikov Alexandre Tchiguir           |
| Atlanta 1996 (detalhes)          | ESP Espanha Josep María Abarca Angel Luis Andreo Daniel Ballart Manuel Estiarte Pedro García Aguado Salvador Gómez Ivan Moro Miguel Ángel Oca Jorge Payá Sergi Pedrerol Jesús Miguel Rollán Jordi Sans Carles Sans                      | CRO Croácia Maro Balić Perica Bukić Damir Glavan Igor Hinić Vjekoslav Kobešćak Joško Kreković Ognjen Kržić Dubravko Šimenc Siniša Školneković Ratko Štritof Tino Vegar Renato Vrbičić Zdeslav Vrdoljak                                                                                             | ITA Itália Alberto Angelini Francesco Attolico Fabio Bencivenga Alessandro Bovo Alessandro Calcaterra Roberto Calcaterra Marco Gerini Alberto Ghibellini Luca Giustolisi Amedeo Pomilio Francesco Postiglione Carlo Silipo Leonardo Sottani        |
| Sydney 2000 (detalhes)           | HUN Hungria Tibor Benedek Péter Biros Rajmund Fodor Tamás Kásás Gergely Kiss Zoltán Kósz Tamás Märcz Tamás Molnár Barnabás Steinmetz Zoltán Szécsi Bulcsú Székely Zsolt Varga Attila Vári                                               | RUS Rússia Roman Balashov Dmitri Dugin Sergei Garbuzov Dmitry Gorshkov Yuri Yatsev Nikolay Kozlov Nikolai Maksimov Andrei Rekechinski Dmitri Stratan Revaz Tchomakhidze Aleksandr Yeryshov Marat Zakirov Irek Zinnourov                                                                            | YUG Iugoslávia Aleksandar Ćirić Danilo Ikodinović Viktor Jelenić Nikola Kuljača Aleksandar Šapić Dejan Savić Aleksandar Šoštar Petar Trbojević Veljko Uskoković Jugoslav Vasović Vladimir Vujasinović Nenad Vukanić Predrag Zimonjić               |
| Atenas 2004 (detalhes)           | HUN Hungria Tibor Benedek Péter Biros Rajmund Fodor István Gergely Tamás Kásás Gergely Kiss Norbert Madaras Tamás Molnár Ádám Steinmetz Barnabás Steinmetz Zoltán Szécsi Tamás Varga Attila Vári                                        | SCG Sérvia e Montenegro Aleksandar Ćirić Vladimir Gojković Danilo Ikodinović Viktor Jelenić Predrag Jokić Nikola Kuljača Slobodan Nikić Aleksandar Šapić Dejan Savić Denis Šefik Petar Trbojević Vanja Udovičić Vladimir Vujasinović                                                               | RUS Rússia Roman Balashov Revaz Tchomakhidze Aleksandr Fyodorov Serguei Garbouzov Dmitry Gorshkov Nikolay Kozlov Nikolai Maximov Andrei Reketchinski Dmitri Stratan Alexander Yerishev Vitaly Yurchik Marat Zakirov Irek Zinnourov                 |
| Pequim 2008 (detalhes)           | HUN Hungria Zoltán Szécsi Tamás Varga Norbert Madaras Dénes Varga Tamás Kásás Norbert Hosnyánszky Gergely Kiss Tibor Benedek Dániel Varga Péter Biros Gábor Kis Tamás Molnár István Gergely                                             | USA Estados Unidos Merrill Moses Peter Varellas Peter Hudnut Jeff Powers Adam Wright Rick Merlo Layne Beaubien Tony Azevedo Ryan Bailey Tim Hutten Jesse Smith J. W. Krumpholz Brandon Brooks | SRB Sérvia Denis Šefik Živko Gocić Andrija Prlainović Vanja Udovičić Dejan Savić Duško Pijetlović Nikola Rađen Filip Filipović Aleksandar Ćirić Aleksandar Šapić Vladimir Vujasinović Branko Peković Slobodan Soro                                 |
| Londres 2012 (detalhes)          | CRO Croácia Josip Pavić Damir Burić Miho Bošković Nikša Dobud Maro Joković Petar Muslim Ivan Buljubašić Andro Bušlje Sandro Sukno Samir Barač Igor Hinić Paulo Obradović Frano Vićan                                                    | ITA Itália Stefano Tempesti Amaurys Pérez Niccolò Gitto Pietro Figlioli Alex Giorgetti Maurizio Felugo Massimo Giacoppo Valentino Gallo Christian Presciutti Deni Fiorentini Matteo Aicardi Danijel Premuš Giacomo Pastorino                                                                       | SRB Sérvia Slobodan Soro Aleksa Šaponjić Živko Gocić Vanja Udovičić Dušan Mandić Duško Pijetlović Slobodan Nikić Milan Aleksić Nikola Rađen Filip Filipović Andrija Prlainović Stefan Mitrović Gojko Pijetlović                                    |
| Rio 2016 (detalhes)              | SRB Sérvia Gojko Pijetlović Dušan Mandić Živko Gocić Sava Ranđelović Miloš Ćuk Duško Pijetlović Slobodan Nikić Milan Aleksić Nikola Jakšić Filip Filipović Andrija Prlainović Stefan Mitrović Branislav Mitrović                        | CRO Croácia Josip Pavić Damir Burić Antonio Petković Luka Lončar Maro Joković Luka Bukić Marko Macan Andro Bušlje Sandro Sukno Ivan Krapić Anđelo Šetka Xavier García Marko Bijač | ITA Itália Stefano Tempesti Francesco Di Fulvio Niccolò Gitto Pietro Figlioli Alessandro Velotto Michaël Bodegas Andrea Fondelli Valentino Gallo Christian Presciutti Nicholas Presciutti Matteo Aicardi Alessandro Nora Marco Del Lungo           |
| Tóquio 2020 (detalhes)           | SRB Sérvia Gojko Pijetlović Dušan Mandić Nikola Dedović Sava Ranđelović Đorđe Lazić Duško Pijetlović Strahinja Rašović Milan Aleksić Nikola Jakšić Filip Filipović Andrija Prlainović Stefan Mitrović Branislav Mitrović                | GRE Grécia Emmanouil Zerdevas Konstantinos Genidounias Dimitrios Skoumpakis Marios Kapotsis Ioannis Fountoulis Alexandros Papanastasiou Georgios Dervisis Stylianos Argyropoulos Konstantinos Mourikis Christodoulos Kolomvos Konstantinos Gkiouvetsis Angelos Vlachopoulos Konstantinos Galanidis | HUN Hungria Viktor Nagy Dániel Angyal Krisztián Manhercz Gergő Zalánki Márton Vámos Norbert Hosnyánszky Mátyás Pásztor Szilárd Jansik Balázs Erdélyi Dénes Varga Tamás Mezei Balázs Hárai Soma Vogel                                               |
| Paris 2024 (detalhes)            | SRB Sérvia Radoslav Filipović Dušan Mandić Strahinja Rašović Sava Ranđelović Miloš Ćuk Nikola Dedović Radomir Drašović Nikola Jakšić Nemanja Vico Nemanja Ubović Petar Jakšić Viktor Rašović Vladimir Mišović                           | CRO Croácia Marko Bijač Rino Burić Loren Fatović Luka Lončar Maro Joković Luka Bukić Ante Vukičević Marko Žuvela Jerko Marinić Kragić Josip Vrlić Matias Biljaka Konstantin Kharkov Toni Popadić                                                                                                   | USA Estados Unidos Adrian Weinberg Johnny Hooper Marko Vavic Alex Obert Hannes Daube Luca Cupido Ben Hallock Dylan Woodhead Alex Bowen Chase Dodd Ryder Dodd Max Irving Drew Holland                                                               |

## Feminino

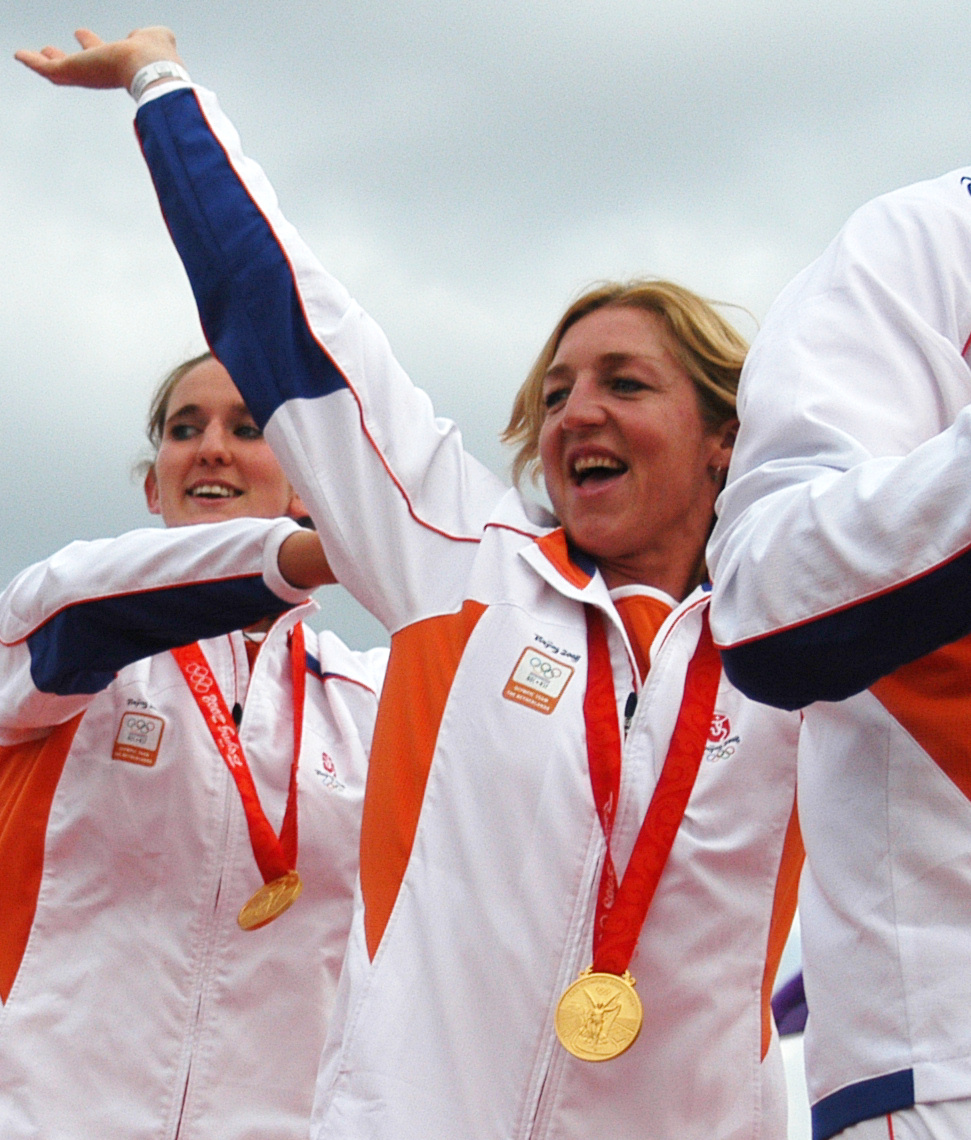
Gillian van den Berg, campeã em Pequim com os Países Baixos.

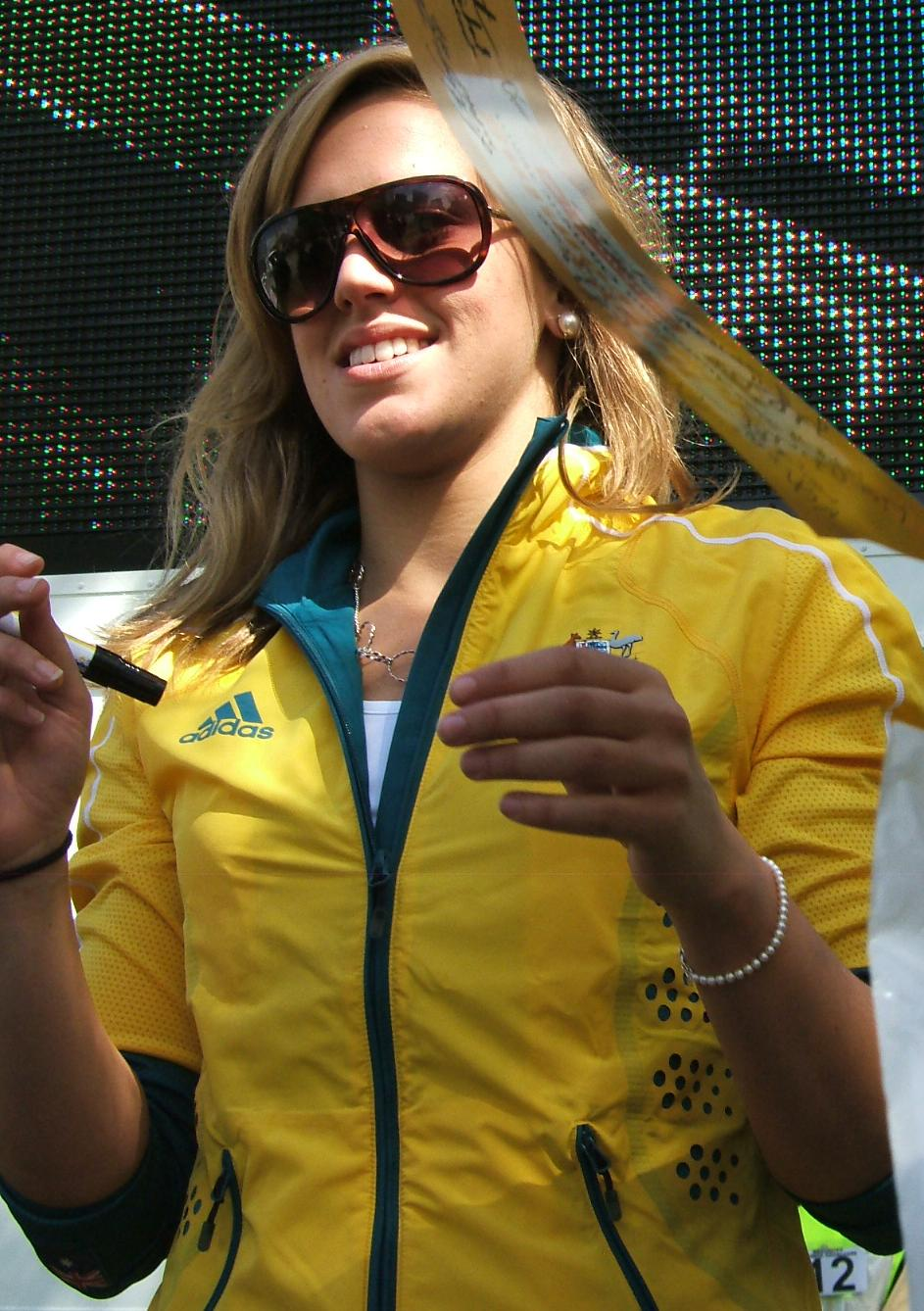
Gemma Beadsworth, australiana medalha de bronze em 2008 e 2012.

| Evento                  | Ouro | Prata | Bronze |
| ----------------------- | --- | --- | --- |
| Sydney 2000 (detalhes)  | AUS Austrália Naomi Castle Joanne Fox Bridgette Gusterson Simone Hankin Yvette Higgins Kate Hooper Bronwyn Mayer Gail Miller Melissa Mills Debbie Watson Liz Weekes Danielle Woodhouse Taryn Woods                                        | USA Estados Unidos Robin Beauregard Ellen Estes Ericka Lorenz Heather Moody Bernice Orwig Maureen O'Toole Nicolle Payne Heather Petri Kathy Sheehy Coralie Simmons Julie Swail Brenda Villa                                                           | RUS Rússia Marina Akobiya Ekaterina Anikeeva Sofia Konukh Maria Koroleva Natalia Kutuzova Svetlana Kuzina Yuliya Petrova Tatiana Petrova Galina Rytova Elena Smurova Elena Tokun Irina Tolkunova Ekaterina Vassilieva            |
| Atenas 2004 (detalhes)  | ITA Itália Carmela Allucci Alexandra Araujo Silvia Bosurgi Francesca Conti Tania di Mario Elena Gigli Melania Grego Giusy Malato Martina Miceli Maddalena Musumeci Cinzia Ragusa Noemi Toth Manuela Zanchi                                | GRE Grécia Dimitra Asilian Georgia Ellinaki Eftychia Karagianni Angeliki Karapataki Stavroula Kozompoli Georgia Lara Kyriaki Liosi Aniopi Melidoni Antonia Moraiti Evangelia Moraitidou Anthoula Mylonaki Aikaterini Oikonomopoulou Antigoni Roumpesi | USA Estados Unidos Robin Beauregard Margaret Dingeldein Ellen Estes Jacqueline Frank Natalie Golda Ericka Lorenz Heather Moody Thalia Munro Nicolle Payne Heather Petri Kelly Rulon Amber Stachowski Brenda Villa                |
| Pequim 2008 (detalhes)  | NED Países Baixos Ilse van der Meijden Yasemin Smit Mieke Cabout Biurakn Hakhverdian Marieke van den Ham Danielle de Bruijn Iefke van Belkum Noeki Klein Gillian van den Berg Alette Sijbring Rianne Guichelaar Simone Koot Meike de Nooy | USA Estados Unidos Elizabeth Armstrong Heather Petri Brittany Hayes Brenda Villa Lauren Wenger Natalie Golda Patty Cardenas Jessica Steffens Elsie Windes Alison Gregorka Moriah van Norman Kami Craig Jaime Hipp                                     | AUS Austrália Emma Knox Gemma Beadsworth Nikita Cuffe Rebecca Rippon Suzie Fraser Bronwen Knox Taniele Gofers Kate Gynther Jenna Santoromito Mia Santoromito Melissa Rippon Amy Hetzel Alicia McCormack                          |
| Londres 2012 (detalhes) | USA Estados Unidos Tumuaialii Anae Betsey Armstrong Kami Craig Annika Dries Courtney Mathewson Heather Petri Kelly Rulon Melissa Seidemann Jessica Steffens Maggie Steffens Brenda Villa Lauren Wenger Elsie Windes                       | ESP Espanha Marta Bach Andrea Blas Ana Copado Anna Espar Laura Ester Maica García Godoy Laura López Lorena Miranda Ona Meseguer Matilde Ortiz Jennifer Pareja Pili Peña Roser Tarragó                                                                 | AUS Austrália Gemma Beadsworth Victoria Brown Kate Gynther Bronwen Knox Holly Lincoln-Smith Alicia McCormack Jane Moran Glencora Ralph Mel Rippon Sophie Smith Ashleigh Southern Rowie Webster Nicola Zagame                     |
| Rio 2016 (detalhes)     | USA Estados Unidos Samantha Hill Madeline Musselman Melissa Seidemann Rachel Fattal Caroline Clark Maggie Steffens Courtney Mathewson Kiley Neushul Aria Fischer Kaleigh Gilchrist Makenzie Fischer Kami Craig Ashleigh Johnson           | ITA Itália Giulia Gorlero Chiara Tabani Arianna Garibotti Elisa Queirolo Federica Radicchi Rosaria Aiello Tania Di Mario Roberta Bianconi Giulia Enrica Emmolo Francesca Pomeri Aleksandra Cotti Teresa Frassinetti Laura Teani                       | RUS Rússia Anna Ustyukhina Maria Borisova Ekaterina Prokofyeva Elvina Karimova Nadezhda Fedotova Olga Belova Ekaterina Lisunova Anastasia Simanovich Anna Timofeeva Evgenia Soboleva Evgeniya Ivanova Anna Grineva Anna Karnaukh |
| Tóquio 2020 (detalhes)  | USA Estados Unidos Ashleigh Johnson Madeline Musselman Melissa Seidemann Rachel Fattal Paige Hauschild Maggie Steffens Stephania Haralabidis Jamie Neushul Aria Fischer Kaleigh Gilchrist Makenzie Fischer Alys Williams Amanda Longan    | ESP Espanha Laura Ester Marta Bach Anna Espar Beatriz Ortiz Elena Ruiz Irene González Clara Espar Pili Peña Judith Forca Roser Tarragó Maica García Godoy Paula Leitón Elena Sánchez                                                                  | HUN Hungria Edina Gangl Dorottya Szilágyi Vanda Vályi Gréta Gurisatti Gabriella Szűcs Rebecca Parkes Anna Illés Rita Keszthelyi Dóra Leimeter Anikó Gyöngyössy Nataša Rybanská Krisztina Garda Alda Magyari                      |
| Paris 2024 (detalhes)   | ESP Espanha Laura Ester Isabel Piralkova Anna Espar Beatriz Ortiz Nona Pérez Paula Crespí Elena Ruiz Pili Peña Judith Forca Paula Camus Maica García Godoy Paula Leitón Martina Terré                                                     | AUS Austrália Gabriella Palm Keesja Gofers Elle Armit Bronte Halligan Sienna Green Abby Andrews Charlize Andrews Sienna Hearn Zoe Arancini Alice Williams Matilda Kearns Danijela Jackovich Genevieve Longman                                         | NED Países Baixos Laura Aarts Iris Wolves Brigitte Sleeking Sabrina van der Sloot Maartje Keuning Simone van de Kraats Bente Rogge Vivian Sevenich Kitty-Lynn Joustra Lieke Rogge Lola Moolhuijzen Nina ten Broek Sarah Buis     |